# 乌鲁木齐圣母无染原罪天主堂
乌鲁木齐圣母无染原罪天主堂（简称：乌鲁木齐圣母无染原罪堂或乌鲁木齐天主教堂）是中华人民共和国新疆维吾尔自治区乌鲁木齐市天山区和平南路的天主教堂。是天主教新疆监牧区的主教座堂。乌鲁木齐圣母无染原罪天主堂始建于1907年，并于1918年迁至现址，现存的天主教堂于1989年重建。

## 历史

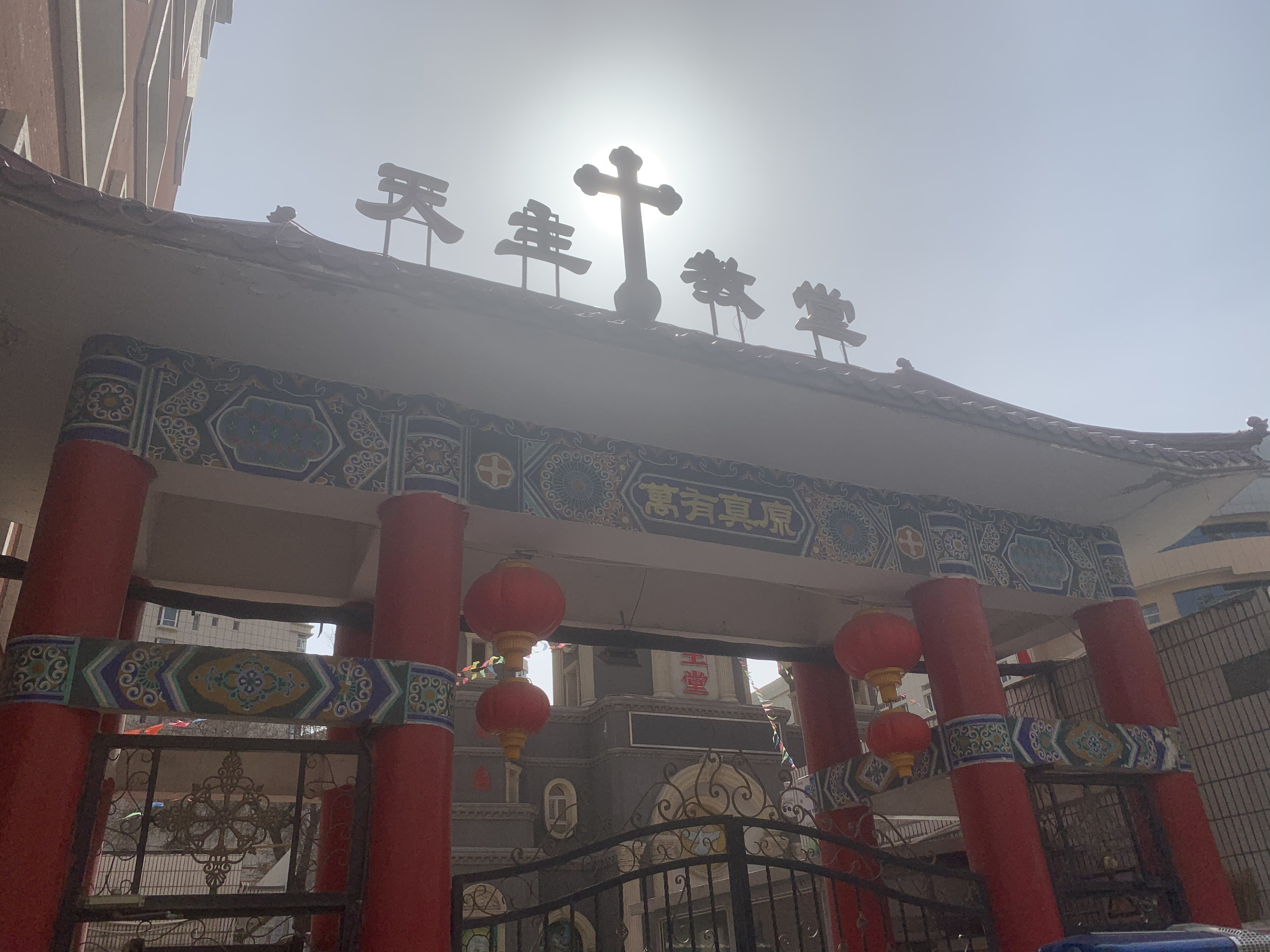
乌鲁木齐天主教堂大门

清代光绪年间，圣母圣心会开辟了甘肃和新疆教区。在光绪十一年（1885年），圣母圣心会神父雷济华（Leesens Désiré）开始主管在迪化（今乌鲁木齐市）的天主教教务。在光绪三十三年（1907年），雷济华在迪化新南门东道巷修建了乌鲁木齐圣母无染原罪天主堂。当时的天主堂面积大约600平方米，是由旧民房改造而来，保留了中原建筑的样式，但屋内则大部分采取了西式装修。到了民国七年（1918年），荷兰籍传教士高日升（Hoogers Frans）和高东升（Hoogers Jozef）兄弟先后担任该天主堂的神父。高日升神父将天主堂迁往了迪化城小南门外。
重建的天主堂为砖石结构。由3部分组成，北侧为树立有十字架的主堂，东侧是神父们的居所，南侧是修女们的居所，建筑外部采用了柱廊式设计，室内则全为西式设计。除此以外，天主堂周围有40到50亩的地产。神职人员将这块地开辟成了农田，用以种蔬菜。除了为神父和修女提供食物外，还能够出售用于补助教堂。这段时间，该堂的信徒主要是来自于河北省献县迁往新疆的汉族人。民国十一年（1922年），罗马教廷将新疆教区交给了圣言会，此时新疆教区隶属于西部甘肃代牧区。奥地利籍教士雷德满（Lederman）在这个时候开始担任迪化天主堂的神父。雷德满在担任神父时，在此设立了学堂。民国十五年（1926年），魏义安（Heinrich Veldman）开始担任天主堂神父。到了民国十九年（1930年），德国人奚伯鼐（Hilbrenner）继任该天主堂神父。奚伯鼐因擅长医术，在天主堂内设立了小型医院，既能治疗一般疾病，也能够进行小型的外科手术。到了民国二十年（1931年），天主教新疆独立布教区（Mission Independante du Sinkiang）从兰州代牧区分出，卢斐德（Ferdinand Loy）成为最高负责人。1938年，天主教新疆独立布教区升为新疆代牧区。卢斐德升为主教。
盛世才主政新疆后的民国二十八年（1939年），全疆的天主教发展遭到了打击。部分天主教神父被认为是从事间谍活动而被关进监狱，其中就包括奚伯鼐，其他大部分神职人员被迫离开新疆。此时的天主教堂等教产被充公，天主教堂成为了秘密审讯、处置“犯人”的场所。盛世才离开新疆后，在民国三十三年（1944年），曾经在玛纳斯县传教的荷兰籍教士米德琳（Motter）希望能够回到新疆重新整理相关宗教事务，然而新疆省政府却拒绝了他，理由是回避信仰伊斯兰教穆斯林的反感。不过兰州天主教区后又先行将神父张雅各伯派往新疆恢复教会。在1944年到新疆和平解放前后，迪化依然有440余名天主教信徒，有段庸、胡明新二位神父接管教权，并由他们组织教会进行相关宗教活动。
新疆和平解放后，天主教堂作为文物单位被保护起来，教堂地产归为国有。到了文化大革命时期，乌鲁木齐天主教堂遭到了查封，公开的宗教活动全部停止。教堂则成为了天山织布厂的厂房。1979年后，乌鲁木齐逐步恢复了宗教活动。2年后，布厂迁出并归还了教堂。20世纪80年代，原建筑的拱形头门和角门依然存在。与此同时，教会发展教徒超过1000人。谢廷哲长期担任新疆教区的领导人。到了1989年，由于原教堂已经破旧，通过政府投资、教民集资、房管部门还租金共集得30余万元人民币，用以重建教堂。

## 建筑现况
新建的天主教堂由新疆维吾尔自治区建筑设计研究院设计，天主教堂由5部分组成，分别是大门、钟楼、礼拜堂、住房和餐厅。总面积超过4000平方米。堂长超过40米，宽15米，钟楼高27米。礼拜堂有哥特式建筑的特点，山墙为尖形人字式。屋面有菱形式样。建筑窗户为月牙型，分为20个大窗和8个小窗。室内有10盏大灯，30盏壁灯和2盏圣灯，礼拜堂可容纳超过500人。钟楼则有拜占庭式建筑的特点，上矗十字架。屋顶为穹窿形，递交向下扩展。住房和餐厅则建于1米的高台之上。院落大门由谢廷哲设计，有中原建筑的特点，大门长7米，门廊由8根红柱顶起。门檐则铺有琉璃瓦。